# Stockgrundsfladan
Stockgrundsfladan är en sjö i Finland. Den ligger i kommunen Korsnäs i landskapet Österbotten, i den sydvästra delen av landet, 300 km nordväst om huvudstaden Helsingfors. Stockgrundsfladan ligger 1 meter över havet. Arean är 19,8 hektar och strandlinjen är 3,73 kilometer lång. Sjön  ingår i södra delen av Norra Kvarken. 